# 輪くすさが
輪くすさが（りん くすさが、1974年7月27日 - ）は、日本のイラストレーター。唖采弦二（あさい げんじ）の名前でも活動している。本業はゲームクリエイター。コンパイル、トレジャー、カプコンを経ており、CGのプログラム、デザイン、モデリングなどを担当。
漫画家ではないものの、漫画の連載や同人ゲーム作家としての活動も行っていたことがある。

## 作品リスト

### イラストレーション
- 鴉和三名義
  - 精獣戦争 全5巻（2000年10月-2003年1月 / 著：三田誠、原作：安田均）
- 輪くすさが名義 - 主に真嶋杏次（鴉丸忠次）と共に活動。
  - ファンタジーアースゼロ （2006年11月 / スクウェア・エニックス） - 改題前に神谷盛治がデザイン。2008年以降は廣岡政樹が担当している。
  - ソードワールド2.0 （2008年より / グループSNE）
  - LORD of VERMILION （2008年6月より / スクウェア・エニックス）
    - LORD of VERMILION II
    - LORD of VERMILION Re:2
    - ロード オブ アルカナ

  - モンスターコレクション （ブロッコリー、グループSNE） - 「海皇神の王子」（2008年12月）より。
    - ドラマCD 七星魔導史マフィン伝「魔剣の姫君と花園の歌姫」 （2010年8月）

  - CDアルバム FORTUNE ARTERIAL -Omnibus Edit-『P-O-P』差し替えジャケット　（2010年1月 / SHOT MUSIC）
  - アーケードゲーム Wonderland Wars - リトル・アリス、シャドウ・アリス（2015年より / SEGA）
  - 最果てのパラディン（著：柳野かなた / オーバーラップ オーバーラップ文庫）
    - 『最果てのパラディンI 死者の街の少年』（2016年3月） ISBN 4865541047
    - 『最果てのパラディンII 獣の森の射手』（2016年7月） ISBN 4865541373
    - 『最果てのパラディンIII〈上〉 鉄錆の山の王』（2016年12月） ISBN 4865541764
    - 『最果てのパラディンIII〈下〉 鉄錆の山の王』（2016年12月） ISBN 4865541772
    - 『最果てのパラディンIV 灯火の港の群像』（2017年9月） ISBN 4865542566

  - 辺境魔法学校（著：金暮銀 / 主婦の友インフォス ヒーロー文庫）
    - 『辺境魔法学校 1』（2018年7月） ISBN 407433450X
    - 『辺境魔法学校 2』（2018年9月） ISBN 4074347962
    - 『辺境魔法学校 3』（2019年5月） ISBN 4074382229

  - 同人作品での仕事
    - VOCALOID CG集『electroworld』 （2008年9月 / Blue Devil）
- 唖采弦二名義
  - デュエル・マスターズ（タカラ、ウィザーズ・オブ・ザ・コースト） - 「闘魂編」（2003年6月）より。
  - ネザーワールド（著：東佐紀 / 集英社 スーパーダッシュ文庫）
    - 『ネザーワールド ―ロビン―』（2003年8月） ISBN 4086301423
    - 『ネザーワールド ―カナリア―』（2004年9月） ISBN 4086302071

  - 東方Project （原作：上海アリス幻樂団）
    - 『東方香霖堂 〜 Curiosities of Lotus Asia.』（初回2003年12月）
    - 『東方文花帖 〜 Bohemian Archive in Japanese Red.』（2005年8月 / 一迅社） ISBN 4758010374
    - 『東方求聞史紀 〜 Perfect Memento in Strict Sense.』（2006年12月 / 一迅社） ISBN 4758010633
    - 『The Grimoire of Marisa』（2009年7月 / 一迅社） ISBN 4758011524 - 表紙のみ。

  - 『キャラクター・デザイン・バイブル Vol.04』（2004年7月 / グラフィック社） ISBN 4766115171
  - 『枝篇 刃鳴散らす』（初回2005年5月 / 角川書店 『ザ・スニーカー』）
  - 『メガミマガジンクリエイターズ』Vol.5 2006年4月号（2006年3月 / 学習研究社）
  - ドルアーガオンライン THE STORY OF AON（2006年4月 / ナムコ / アーケード） - ヤング・カイやワルキューレなどを担当。その他のキャラクターデザインは鴉丸忠次が担当。
  - Fate シリーズ
    - 『Fate/Apocrypha』 - アタランテのデザイン
    - 画集『Fate/Zero Tribute Arts -死にゆく者への祈り-』（2008年12月 / 株式会社虎の穴） - イラスト1枚

  - 東方Project二次創作同人作品での仕事
    - 同人誌『妖紅綺想』（2003年12月 / TINAMI）
    - 東方Projectオンリーイベント「第二回 博麗神社例大祭」ポスター（2005年 / 博麗神社社務所）
    - 音楽CD『深夜』（2006年11月 / Unionest.NET）
    - 音楽CD『花詠束』（2007年5月 / Unionest.NET）
    - イラスト集『東方幻奏画報』（2009年8月 / 株式会社虎の穴）
    - イラスト集『東方幻奏画報 弐』（2010年3月 / 株式会社虎の穴）

### 漫画
- アルルちん - 「コンパイルクラブ地下版」に連載。弥穏名義。

### ゲーム
- わくわくぷよぷよダンジョン（1998年4月 / コンパイル / SS） - 弥穏名義。マップグラフィック、アトラクションイラストレーション。
- ワンピースマンション（2001年6月 / カプコン / PS） - D.K名義。キャラクターデザイン。
- カオス レギオン（2003年3月 / カプコン / PS2） - CGムービー、バックグラウンドCGディレクター、バックグラウンドデザイン&モデリング。
- 不思議のダンジョン 風来のシレン3 からくり屋敷の眠り姫（2008年6月 / セガ、チュンソフト / Wii） - グラフィック協力。
- LORD of VERMILION（2008年6月 / スクウェア・エニックス / アーケード） - アートディレクター、イラストレーション。有限会社シンクガレージ所属。
  - LORD of VERMILION II（2009年10月）
  - LORD of VERMILION Re:2（2011年7月）
  - ロード オブ アルカナ（2010年10月 / スクウェア・エニックス / PSP） - ムービーシーン製作。
- Catapulton（カタパルトン、2014年12月29日配信 / team COINICCO (チーム コインイッコ)）個人制作。
- Wonderland Wars（2015年2月 / セガ・インタラクティブ / アーケード） - 輪くすさが名義。リトル・アリス、シャドウ・アリスデザイン。
- Fate/Grand Order（2015年7月 / TYPE-MOON / スマートフォンアプリ） - 輪くすさが名義。一部キャラクターデザイン[1]
- ウブスナ UBUSUNA（発売時期未定 / エムツー） - 輪くすさが名義。メカニカルデザイン

### 同人活動
- X68000用シューティングゲーム『スターパルス』 （1998年 / TeamDangeroude） - ロード画面CG。D.K名義。トレジャーの同僚KJI制作。